# Флороая
Флороая (рум. Floroaia) — село у повіті Ковасна в Румунії. Адміністративно підпорядковане місту Инторсура-Бузеулуй.
Село розташоване на відстані 139 км на північ від Бухареста, 25 км на південний схід від Сфинту-Георге, 31 км на схід від Брашова.

## Населення
За даними перепису населення 2002 року у селі проживали 1273 особи, з них 1272 особи (99,9%) румунів. Рідною мовою 1272 особи (99,9%) назвали румунську.